# Ercole Calvi

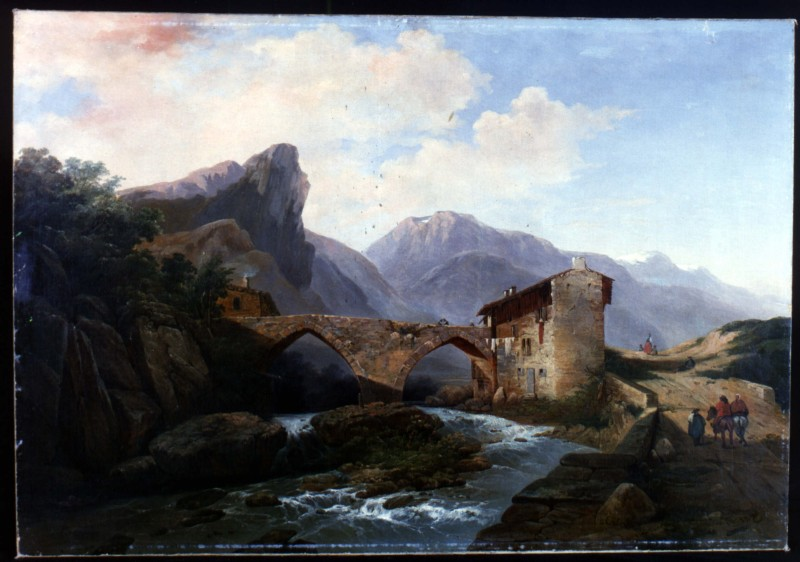
Veduta della Brianza, (1865) Collezioni d'arte della Fondazione Cariplo

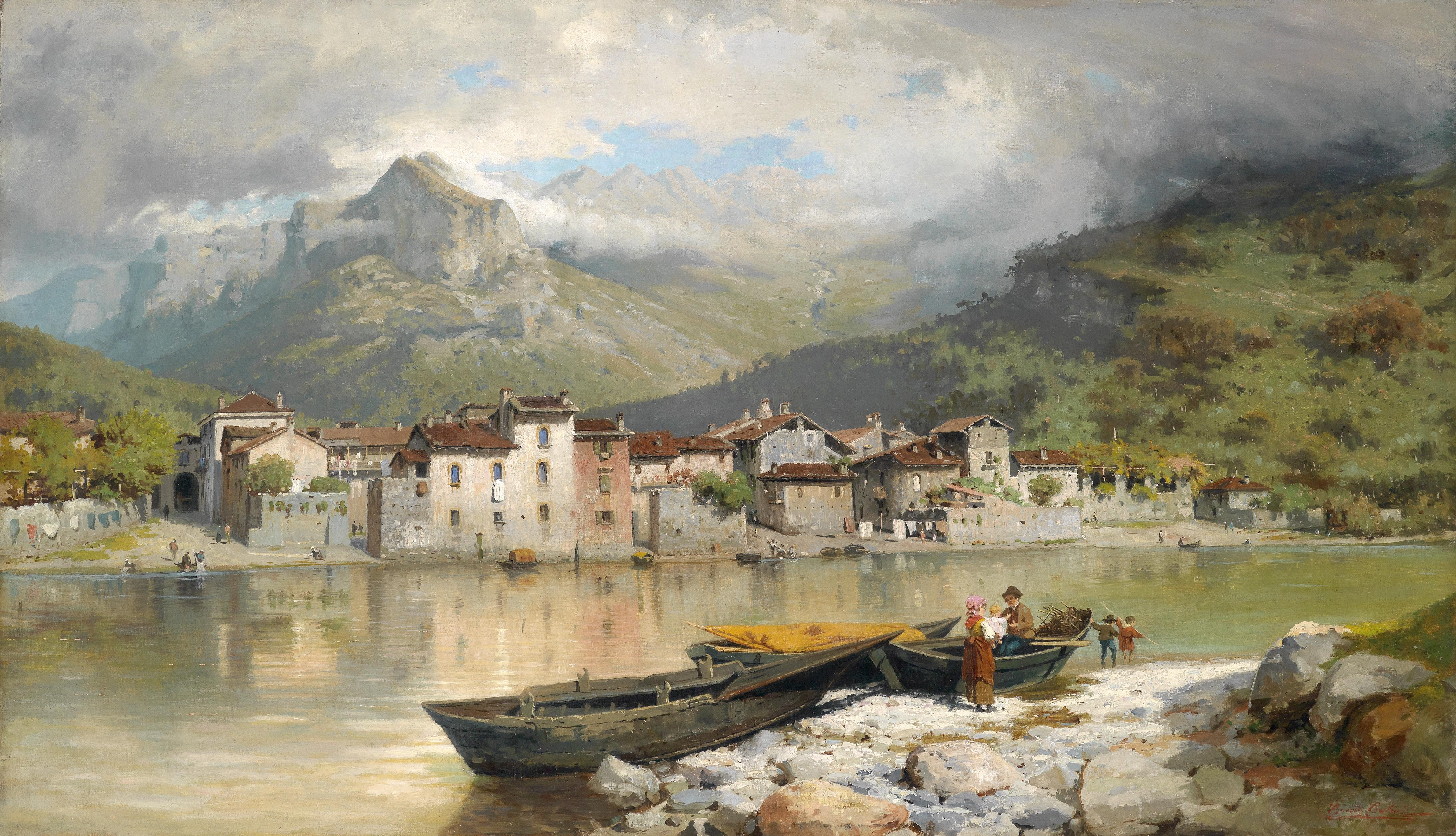
Famiglia di pescatori a Lecco, (dopo il 1900) Collezioni d'arte della Fondazione Cariplo

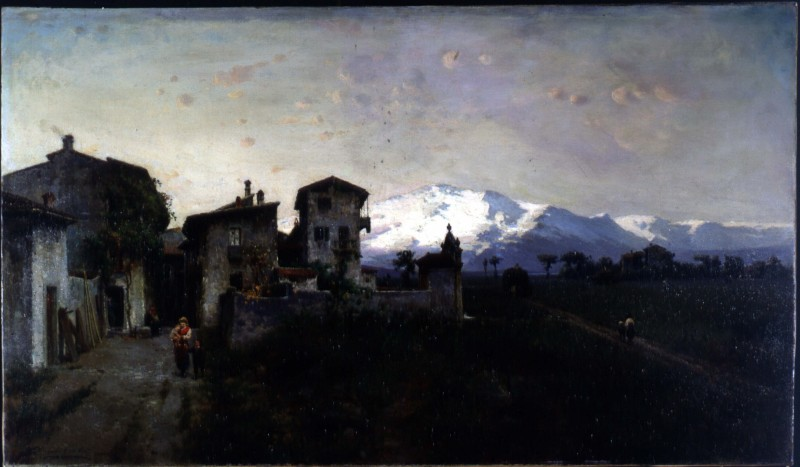
Brughiera lombarda, (1887) Collezioni d'arte della Fondazione Cariplo

Ercole Calvi (Verona, 1824 – Verona, 1900) è stato un pittore italiano.

## Biografia
Formatosi all'Accademia Cignaroli di Verona, dal 1844 si trasferisce a Milano dove completa i suoi studi presso l'Accademia di Belle Arti di Brera. Continuatore della pittura di paesaggio di gusto romantico, si distingue alle esposizioni milanesi per un repertorio di vedute lacustri e paesaggi brianzoli ispirati ai modelli allora in voga di Giuseppe Canella. La fortuna commerciale dell'opera di Calvi si amplifica in seguito al suo rientro a Verona nel 1856, accompagnata dai primi riconoscimenti ufficiali. Nella città natale dal 1859 ricopre la carica di professore all'Accademia di Belle Arti ed è nominato direttore della Società di Belle Arti nel 1866.
A partire dagli anni Sessanta vedute urbane, temi risorgimentali e paesaggi divengono i soggetti ricorrenti della sua produzione. L'adozione di un linguaggio pittorico ripetitivo e di facile effetto determina il duraturo successo di mercato dell'artista, ma dopo gli anni Sessanta si registrano anche le prime recensioni negative della critica. Risale alla seconda metà degli anni Settanta un deciso aggiornamento verso le coeve ricerche della pittura verista, mentre il suo repertorio tematico si rinnova con l'introduzione di nuovi soggetti tratti dallo studio dal vero della laguna veneta.